# Colophina arma
Colophina arma är en insektsart som beskrevs av Aoki 1977. Colophina arma ingår i släktet Colophina och familjen långrörsbladlöss. Inga underarter finns listade i Catalogue of Life.